# سوات سردار
سوات سردار (آلمانی: Suat Serdar؛ زادهٔ ۱۱ آوریل ۱۹۹۷) بازیکن فوتبال اهل آلمان است که در پست هافبک برای شالکه ۰۴ بازی می‌کند.
از باشگاه‌هایی که در آن بازی کرده‌است می‌توان به باشگاه فوتبال ماینتس ۰۵ اشاره کرد.
وی همچنین در تیم‌های ملی فوتبال جوانان آلمان و زیر ۲۱ سال آلمان بازی کرده‌است.

## عملکرد باشگاهی

### ماینتس ۰۵
سردار در اولین بازی خود در بوندس لیگا در ۱۸ سپتامبر ۲۰۱۵ مقابل هافنهایم جایگزین یونس مالی در دقیقه ۸۸ شد و با نتیجه ۳ بر یک به پیروزی در خانه رسید.

### شالکه ۰۴
در تاریخ ۱۷ مه ۲۰۱۸، اعلام شد که سردار با قراردادی چهار ساله به شالکه ۰۴ پیوسته‌است.

## عملکرد بین‌المللی
سردار در آلمان از والدینی ترک تبار متولد شد. وی نماینده آلمان در رده‌های زیر ۱۶، زیر ۱۷، زیر ۱۸، زیر ۱۹ و زیر ۲۰ سال بود.
او اولین بازی برای تیم ملی فوتبال آلمان را در تاریخ ۹ اکتبر ۲۰۱۹ در بازی دوستانه مقابل آرژانتین انجام داد. او در دقیقه ۷۲ جای سرژ گنابری را گرفت.